# Aeropuerto de Upernavik
El Aeropuerto de Upernavik (IATA: JUV, ICAO: BGUK) (en groenlandés: Mittarfik Upernavik) es un aeropuerto situado 0,5 millas náuticas (0,93 km; 0,58 millas) al noreste de la localidad de Upernavik, una ciudad en el municipio de Qaasuitsup en el noroeste de Groenlandia, capaz de recibir aviones STOL. Se utiliza como un aeropuerto de transferencia para el tráfico de pasajeros / carga hacia el norte de Groenlandia (Aeropuerto de Qaanaaq), y sirve como un centro de helicópteros local del Air Greenland con vuelos a los asentamientos en el Archipiélago de Upernavik.

## Aerolíneas y destinos
| Aerolíneas    | Destinos |
| ------------- | --- |
| Air Greenland | Aappilattoq, Ilulissat, Innaarsuit, Kangersuatsiaq, Kullorsuaq, Nuussuaq, Qaanaaq, Tasiusaq, Thule, Upernavik Kujalleq |